# Всеволод (Понич)
Епископ Всеволод (в миру Владимир Александрович Понич; род. 12 ноября 1961, Золотое, Попаснянский район, Луганская область, Украинская ССР) — архиерей Русской православной церкви, епископ Уржумский и Омутнинский.

## Биография
Родился 12 ноября 1961 года в городе Золотое Попаснянского района Луганской области Украинской ССР в семье рабочих. Крещён во младенчестве.
В 1979 году окончил среднюю школу № 8 города Золотое. В 1982—1983 годах проходил службу в рядах Вооружённых сил.
В 1984 году окончил Ленинградскую духовную семинарию, после чего вернулся а родину и до 1987 года нёс послушание псаломщика в Никольском храме города Золотое.
В 1987 году переехал в город Ростов-на-Дону, где до 1989 года служил референтом Ростовской епархии.
22 января 1989 года в Александрийском храме города Ростова-на-Дону митрополитом Ростовским и Новочеркасским Владимиром (Сабоданом) рукоположён в сан диакона к кафедральному собору Рождества Пресвятой Богородицы Ростова-на-Дону.
18 июня 1989 года епископом Азовским Сергием (Полёткиным), викарием Ростовской епархии, был рукоположён в сан иерея к кафедральному собору Рождества Пресвятой Богородицы Ростова-на-Дону.
20 октября 1995 года назначен штатным священником Одигитриевского храма города Аксай Ростовской области.
14 ноября 1995 года назначен преподавателем Ростовского духовного училища.
10 августа 1996 года назначен настоятелем Покровского храма на Северном кладбище Ростова-на-Дону.
В 1997 году возведён в сан протоиерея.
В 1999 году окончил Санкт-Петербургскую духовную академию, защитил диплом на тему «Послание к Римлянам, 13:1-7, в истории толкований и в контексте самого послания».
20 ноября 2003 года в храме преподобного Антония Печерского в Ближних пещерах Киево-Печерской лавры наместником Лавры архиепископом Вышгородским Павлом (Лебедем) пострижен в мантию с наречением имени Всеволод в честь святого благоверного князя Новгородского Всеволода.
14 января 2012 года назначен настоятелем храма святой великомученицы Екатерины села Екатериновка Матвеево-Курганского района Ростовской области, что вызвало недовольство у прихожан Покровского храма, куда вместо него был назначен недавно рукоположенный 23-летний священник.
14 февраля 2012 года почислен за штат с правом перехода в другую епархию. 30 августа 2012 года, согласно поданному прошению, почислен за штат Киевской епархии с правом перехода в другую епархию.
27 декабря 2012 года принят в Ростовскую епархию и назначен штатным священником храма святого блаженного Павла Таганрогского в посёлке Матвеев Курган Ростовской области.
16 сентября 2013 года назначен штатным священником Иверского женского монастыря Ростова-на-Дону.
5 мая 2015 года решением Священного Синода Русской православной церкви избран епископом Славгородским и Каменским.
10 мая 2015 года за Божественной литургией в храме в честь Донской иконы Божией Матери Донского мужского монастыря станицы Старочеркасской Ростовской области митрополитом Ростовским и Новочеркасским Меркурием возведён в сан архимандрита.
17 июня 2015 года в домовом храме Всех святых, в земле Русской просиявших, Патриаршей резиденции в Даниловом монастыре в Москве состоялось его наречение во епископа, которое возглавил Патриарх Кирилл.
9 июля 2015 года в Успенском соборе Тихвинского Богородичного Успенского мужского монастыря была совершена хиротония архимандрита Всеволода (Понича) во епископа Славгородского и Каменского. Хиротонию совершили: Патриарх Московский и всея Руси Кирилл, митрополит Санкт-Петербургский и Ладожский Варсонофий (Судаков), митрополит Новгородский и Старорусский Лев (Церпицкий), митрополит Тверской и Кашинский Виктор (Олейник), митрополит Петрозаводский и Карельский Константин (Горянов), митрополит Вологодский и Кирилловский Игнатий (Депутатов), митрополит Барнаульский и Алтайский Сергий (Иванников), архиепископ Петергофский Амвросий (Ермаков), епископ Выборгский и Приозерский Игнатий (Пунин), епископ Царскосельский Маркелл (Ветров), епископ Солнечногорский Сергий (Чашин), епископ Кронштадтский Назарий (Лавриненко), епископ Рыбинский и Угличский Вениамин (Лихоманов), епископ Тихвинский и Лодейнопольский Мстислав (Дячина), епископ Махачкалинский и Грозненский Варлаам (Пономарёв), епископ Гатчинский и Лужский Митрофан (Осяк), епископ Рубцовский и Алейский Роман (Корнев), епископ Армавирский и Лабинский Игнатий (Бузин), епископ Череповецкий и Белозерский Флавиан (Митрофанов), епископ Бийский и Белокурихинский Серапион (Дунай).
Терпимо и доброжелательно относится к представителям других традиционных религий. 20 августа 2006 года посетил католический приход Успения Пресвятой Богородицы в Славгороде, отмечавший 20-летие освящение храма. Как отметил епископ Иосиф Верт, в его практике это первый случай, когда православный архиерей приходил на само католическое богослужение, а не до его начала или после его окончания. 28 августа 2016 года принял участие в официальном открытии Соборной мечети г. Славгорода.
24 сентября 2021 года решением Священного Синода РПЦ перемещён на Ахтубинскую кафедру.
11 октября 2023 года решением Священного Синода РПЦ назначен епископом Уржумским и Омутнинским.

## Награды
Церковные награды
- архиерейская грамота (1999)
- архиерейская грамота (2000)
- орден святого блгв. князя Даниила Московского III степени (2001)
- палица (2007)
- крест с украшениями (2012)

Светские награды
- медаль «В память 125-летия уголовно-исполнительной системы России» (2004)
- серебряная медаль Федеральной службы исполнения наказания «За вклад в развитие уголовно-исполнительной системы России» (2008)
- памятный знак Федеральной службы исполнения наказаний (2009)